# Carrozzeria Boneschi
Die Carrozzeria Boneschi war ein italienischer Karosseriehersteller, der heute nur noch als Marke existiert.

## Lancia-Aufbauten

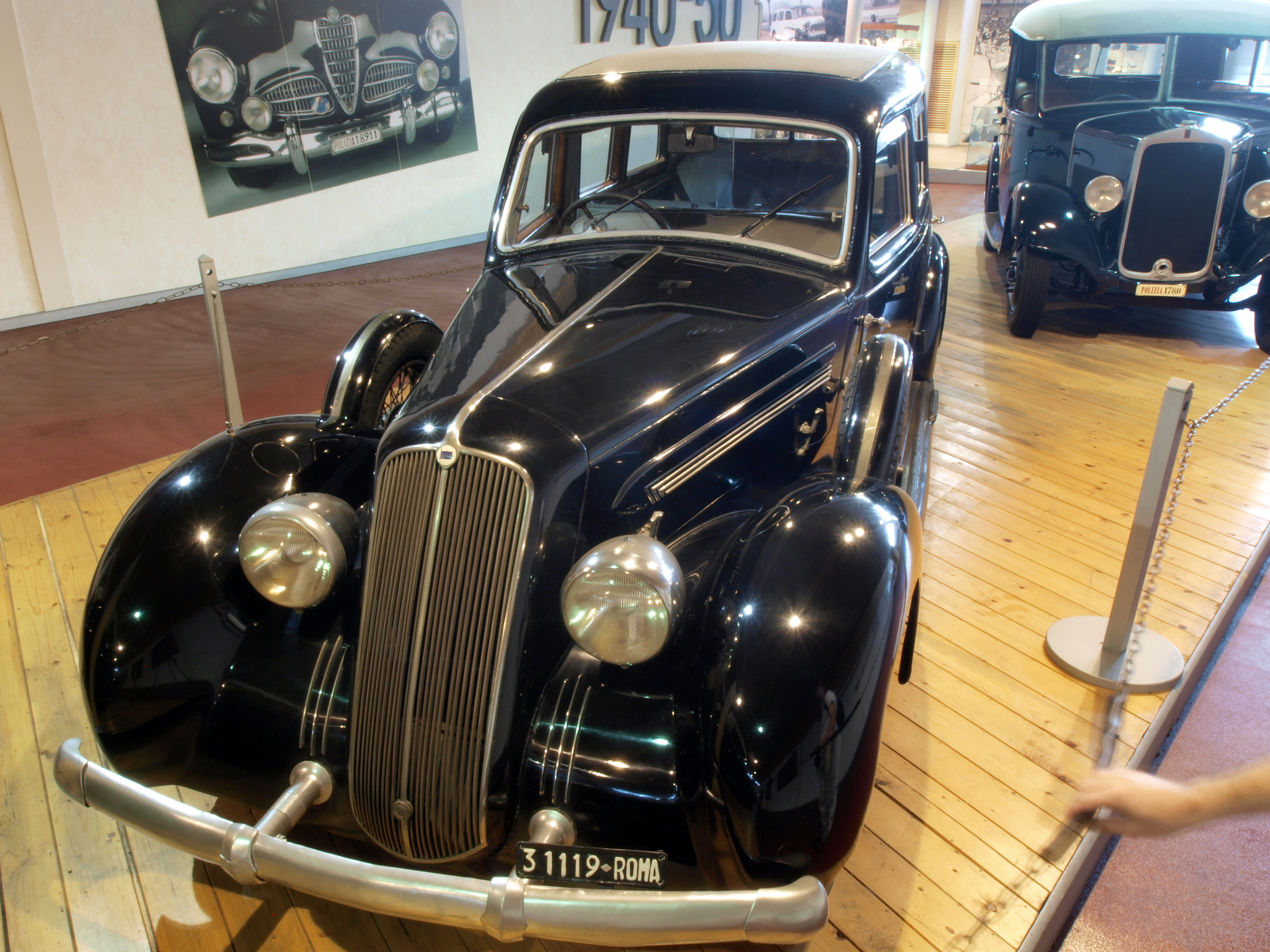
Lancia Astura Limousine Ministeriale Boneschi (1938)

Das Unternehmen wurde 1919 von Giovanni Boneschi († 1946) gegründet und hatte seinen Sitz stets in Cambiago. 
Größeren Erfolg erlebte das Karosseriewerk ab 1922, als es begann, den Mailänder Lancia-Vertragshändler Enrico Minetti mit exklusiv für dessen Filialen gefertigten Aufbauten für den Lambda zu beliefern.
Abgesehen von einer kurzen Zeit zwischen 1924 und 1926, während der Boneschi überwiegend für die neue Firma Citroën Italia tätig war, spezialisierte sich Boneschi überwiegend auf Lancia-Fahrzeuge, sowohl als Einzelanfertigung wie auch in Kleinserien. Neben dem genannten Lamda gehörten dazu die Modelle Dilambda, Astura, Aprilia. Der italienische Staat war Abnehmer von Astura-Limousinen der „Ministeriale“-Version. Es gab sogar eine viertürige Vollcabriolet-Variante.

## Nachkriegszeit und Ende des Pkw-Karosserienbaus
Boneschis Anlagen fielen im Zweiten Weltkrieg alliierten Bomben zum Opfer. Bereits 1946 erfolgte der Wiederaufbau, doch Giovanni Boneschi verstarb im gleichen Jahr. Das Unternehmen wurde nun von Bruno Pezzaglia geleitet, der Kontakte zu Alfa Romeo pflegte. 

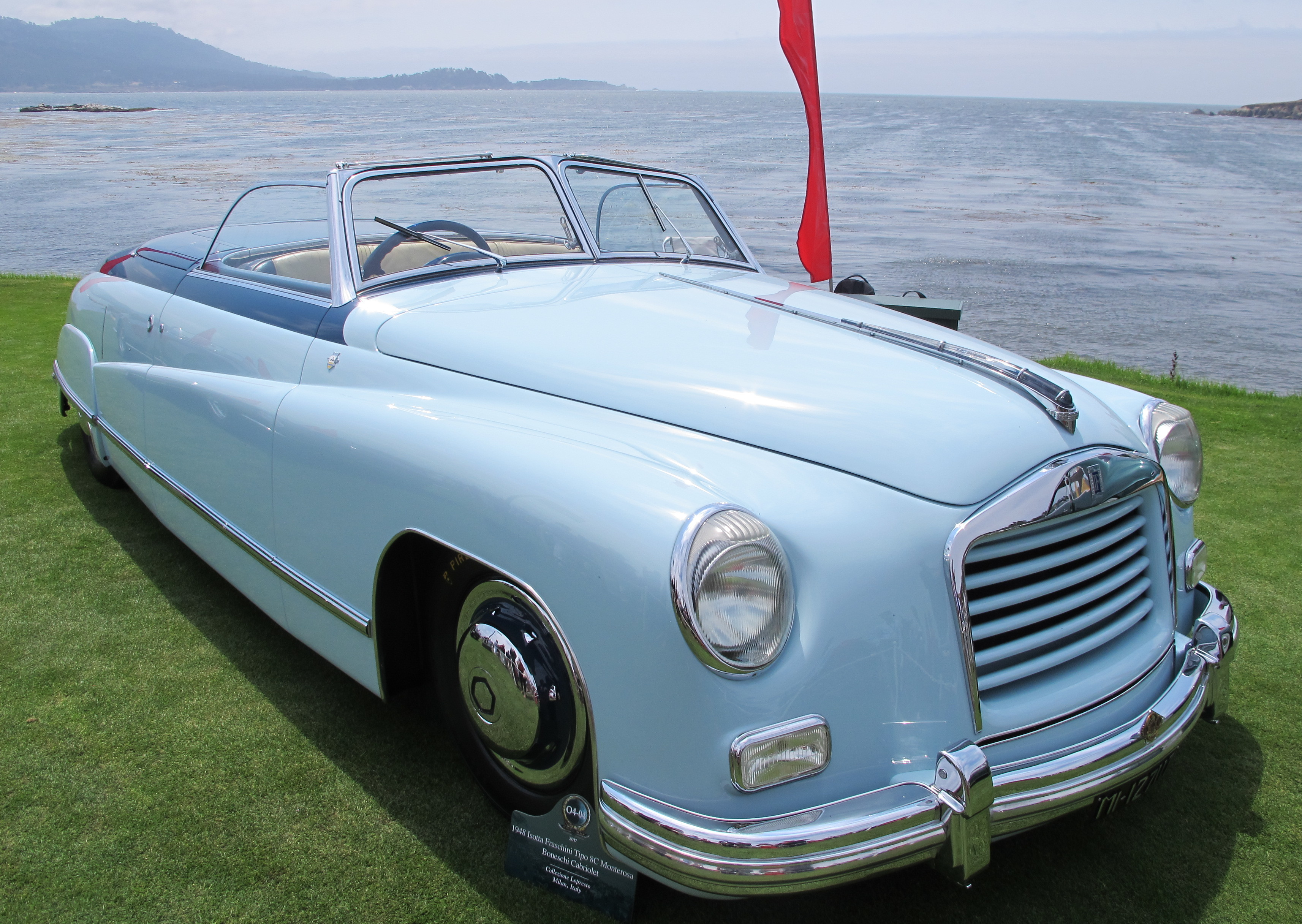
Isotta Fraschini Tipo 8 C mit Boneschi-Karosserie

Boneschi lieferte 1948 eine Cabriolet-Karosserie auf einem Prototyp-Chassis des Isotta Fraschini Tipo 8 C. Das Fahrzeug hatte nur eine angedeutete Kotflügellinie auf der Flanke und ist daher ein Vertreter der zu dieser Zeit modischen Ponton-Karosserie. Zum Entfernen der hinteren Radabdeckung war eine Schwenkvorrichtung vorgesehen. Vom Fahrzeug gibt es Aufnahmen mit abweichenden Details, so dass möglicherweise zwei Exemplare gebaut wurden. Entwürfe für geschlossene Versionen lieferten außerdem Carrozzeria Touring Vignale. Leider kam eine Serienproduktion dieses technisch interessanten Luxuswagens mit V8-Motor im Heck nicht zustande.
Zusätzlich zum Aurelia entstanden nun auch repräsentative „Ministeriale“-Limousinen für den italienischen Staat (und wahrscheinlich auch für den Vatikan) auf der Basis des Alfa Romeo 6C 2500T (1948). Dieses Auto erschien auch im Alfa-Romeo-Verkaufsprospekt. Ferner karossierte Boneschi den Alfa Romeo 1900 und die Giulietta als Kombi „Giardinetta“ (1957) und vom Alfa Romeo 2600 Coupés und Cabriolets (1960). In Zusammenarbeit mit dem Designer Rodolfo Bonetto (1929–1991) entstand 1962 ein sehr eleganten Spider, der Lancia Flaminia.

## Übernahmen und Nutzfahrzeugbau

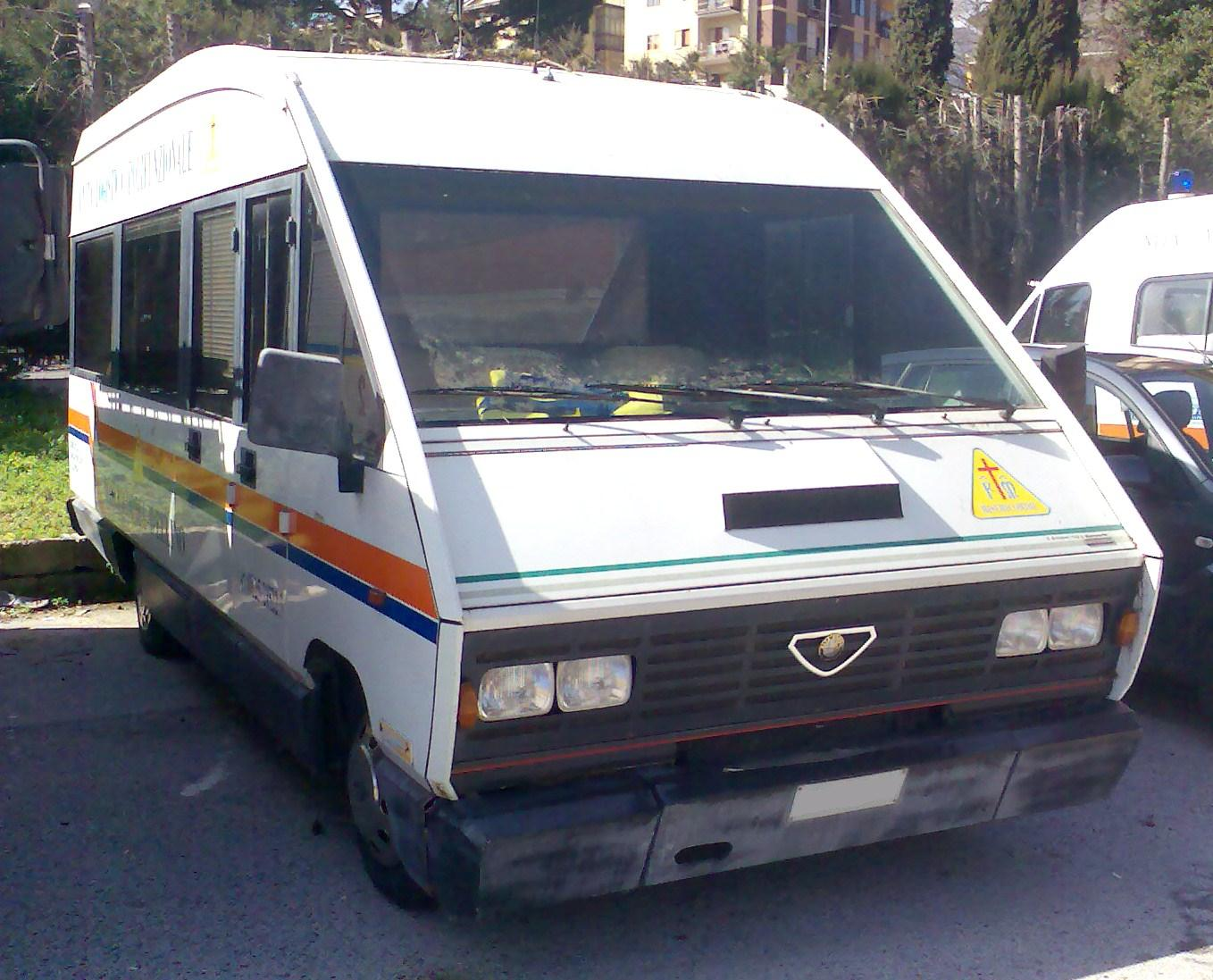
Alfa Romeo AR8 Ambulanz Boneschi (etwa 1980)

Kurz darauf wurde das Unternehmen von der Fiat-Tochter Carrozzeria Savio in Moncalieri übernommen und konzentrierte sich fortan auf den Bau von Bus- und Nutzfahrzeugaufbauten, vorwiegend auf Fiat-, OM- und Iveco-Fahrgestellen. Außerdem entstanden Sonderfahrzeuge für Krankentransporte und gepanzerte Geldtransporter.
1988 zeigte Boneschi die Studie Lancia Thema Gazzella. 2006 wurden die Anlagen in Cambiago verkauft. Boneschi besteht heute nur noch als Markenname der Savio-Gruppe, die wiederum der Omnia Holding gehört.

## Trivia
Fernandel wird in seiner gleichnamigen Rolle als Hochwürden Don Camillo (1961) in einem Alfa Romeo 6C 2500T Ministeriale von Boneschi gefahren.